# Paix sur Terre
Superman : Paix sur terre (anglais : Superman: Peace on Earth) est une bande dessinée écrite par Paul Dini et illustrée par Alex Ross publiée en 1999 aux États-Unis par DC Comics. La traduction française est parue la même année aux éditions Le Téméraire.
Après avoir aidé une jeune femme affamée durant la période de Noël, Superman décide de s'associer aux Nations unies pour résoudre le problème de la faim dans le monde entier. Après de premiers succès, il finit par échouer à apporter de la nourriture dans une petite dictature. Il décide alors d'arrêter, considérant que la diffusion des savoirs est un moyen plus efficace de résoudre les problèmes alimentaires que l'aide d'urgence.

## Prix et récompenses
- 1999 : Prix Eisner du meilleur album

### Documentation
- Philippe Touboul, « Droit d'indigence », BoDoï, no 24,‎ novembre 1999, p. 9.